# حمام نوبار

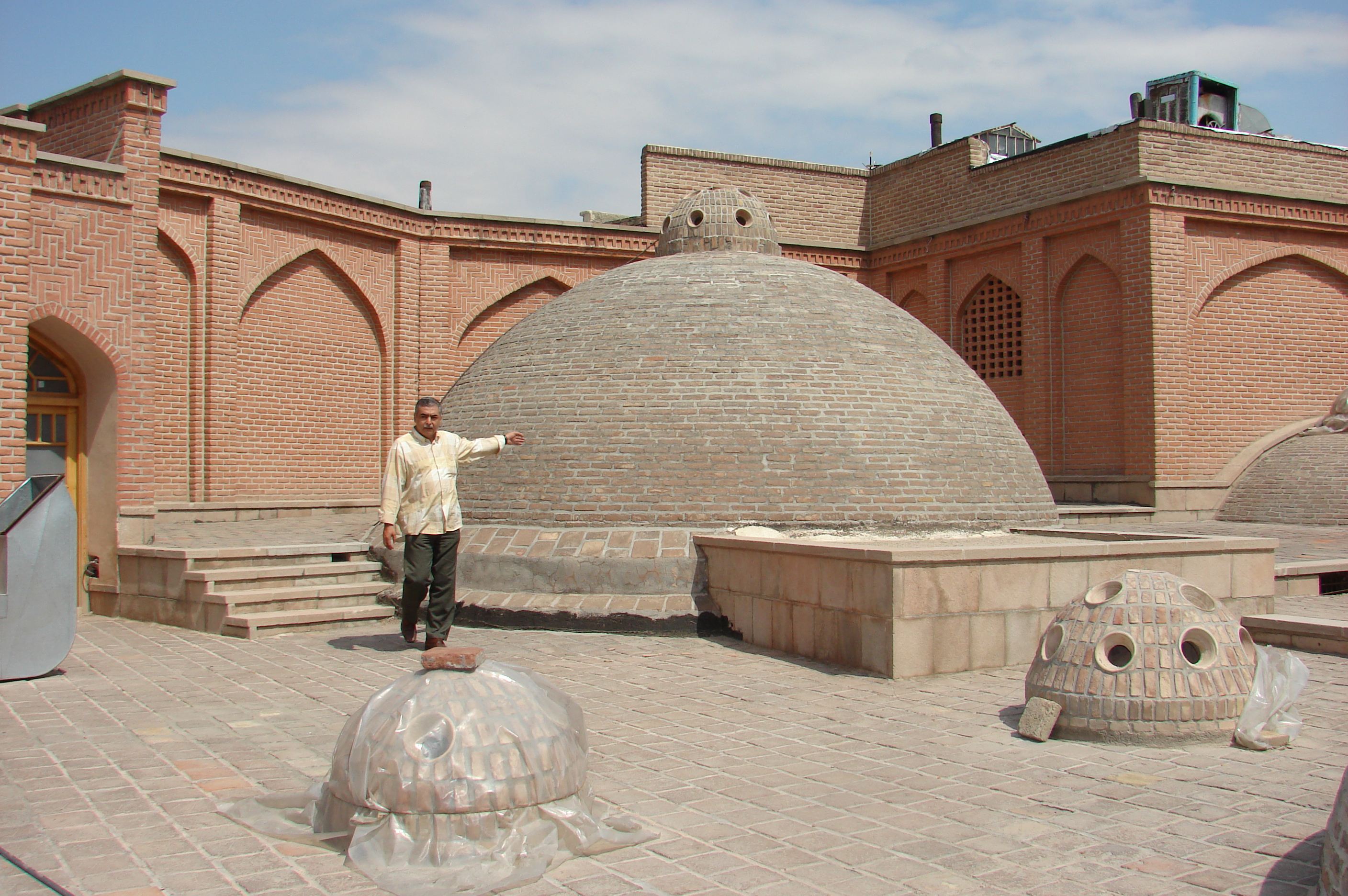
منظر خارجي لحظام نوبار في تبريز.

 حمام نوبار واحد من الحمامات التاريخية في تبريز إيران. تم بناؤه في وسط المدينة بالقرب من بوابة نوبار، وهي أحد البوابات القديمة في تبريز. تم استخدام حمام نوبار، الذي يغطي مساحة حوالي 700 متر مربع، كحمام عام حتى عام 1994. وقد تم ترميم أنقاضه من قبل منظمة التراث الثقافي في محافظة أذربيجان الشرقية وتسجيله كجزء من التراث الوطني الإيراني.